# Sofoklís Doúsmanis
Pour les articles homonymes, voir Dousmanis.
 (novembre 2016).
Si vous disposez d'ouvrages ou d'articles de référence ou si vous connaissez des sites web de qualité traitant du thème abordé ici, merci de compléter l'article en donnant les références utiles à sa vérifiabilité et en les liant à la section « Notes et références ».
Sofoklís Doúsmanis (en grec moderne : Σοφοκλής Δούσμανης), né en 1868 à Corfou et mort le 6 janvier 1952 à Athènes, est un officier de la marine hellénique, dont il a été deux fois chef d'état-major avant d’être nommé ministre de la Marine de mars à octobre 1935.

## Biographie
Membre de la noblesse corfiote, Sofoklís Doúsmanis sort diplômé de l’Académie navale hellénique en 1888. Brillant officier d’opinion monarchiste, il ne tarde pas à être nommé commandant. En 1912, il devient directeur de la section administrative de l’état-major de la marine royale. Quelques mois plus tard, en octobre, éclate la Première Guerre balkanique et Doúsmanis est nommé capitaine du navire amiral Georgios Averoff. Il sert alors comme chef d’Etat major pour la flotte égéenne sous le commandement de l’amiral Pávlos Koundouriótis et participe aux batailles navales d’Elli et de Lemnos. 
En 1914, Sofoklís Doúsmanis est promu contre-amiral et nommé commandant de la flotte. En juin 1915, il succède à Koundouriótis comme chef de l’État major de la marine et se range aux côtés du roi Constantin Ier de Grèce lorsque éclate le Schisme national. Mais, quand Elefthérios Venizélos parvient à s’imposer à la tête de la Grèce en 1917, Doúsmanis est démis de ses fonctions et envoyé en exil à Santorin.
Après la défaite électorale des venizélistes en 1920 et le retour au pouvoir de Constantin Ier, Sofoklís Doúsmanis est rappelé dans l’armée et sert à nouveau comme chef de la flotte égéenne (janvier-avril 1921) puis comme chef d’état-major de la marine (novembre 1921-octobre 1922). Il quitte ensuite l’armée avec le rang de vice-amiral en 1923. 
En mars 1935, la tentative de coup d'État vénizéliste du général Nikólaos Plastíras amène le Premier ministre Panagís Tsaldáris à nommer Doúsmanis ministre de la Marine et amiral. 
Sofoklís Doúsmanis est l’auteur d’un livre de mémoires publié en 1939 et racontant son expérience en tant que capitaine du Georgios Averoff.